# (6281) Strnad
(6281) Strnad (1980 SD) – planetoida z pasa głównego asteroid okrążająca Słońce w ciągu 4,17 lat w średniej odległości 2,59 j.a. Odkryta 16 września 1980 roku.